# Вук Малиџан
Вук Малиџан (Београд, 14. јануар 1988) српски је кошаркаш. Игра на позицији плејмејкера, а тренутно наступа за Дунав из Старих Бановаца.

## Успеси

### Клупски
- Хелиос Домжале:
  - Алпе Адрија куп (1): 2015/16.

### Појединачни
- Најкориснији играч Кошаркашке лиге Србије (1): 2014/15.